# Ortsbürgermeister
Een Ortsbürgermeister is in de Duitse deelstaat Rijnland-Palts de Burgemeester van een Ortsgemeinde, die tot een Verbandsgemeinde behoort. De Ortsbürgermeister van een stad die bij zo’n verbandsgemeinde hoort draagt de titel Stadtbürgermeister.
In andere deelstaten is een Ortsbürgermeister de „Burgemeester“ van een Ortsteils. Deze kan ook andere titels dragen zoals Ortsvorsteher. Hij is in de regel voorzitter van het Ortschaftsrats.
In beide gevallen is het "burgemeesterschap" geen (voltijds) betaalde functie.